# À qui le tour ?
Pour plus de détails, voir Fiche technique et Distribution.
À qui le tour ? (Sotto a chi tocca!) est une comédie d'aventure hispano-ouest-germano-italienne réalisée par Gianfranco Parolini et sortie en 1972.

## Synopsis
Un acrobate parvient à chasser le tyran Fregonese, à instaurer une petite démocratie et à libérer sa bien-aimée Edna. Il espère l'ovation du peuple, mais il est amèrement déçu.

## Fiche technique
- Titre français : À qui le tour ?[1]
- Titre original italien : Sotto a chi tocca![2]
- Titre espagnol : Besos para ella... puñetazos para todos ou Abajo a quien toque
- Titre allemand : Vier fröhliche Rabauken ou Vier Schlitzohren auf dem Weg zur Hölle
- Réalisation : Gianfranco Parolini (sous le nom de « Frank Kramer »)
- Scénario : Gianfranco Parolini, Renato Izzo (it)
- Photographie : Sandro Mancori
- Montage : Rino Avantario
- Musique : Sante Maria Romitelli (it)
- Effets spéciaux : Stacchini
- Décors et costumes : Claudio De Santis
- Production : Tullio Marsili
- Sociétés de production : International Film Company, Futuramik
- Pays de production :  Italie -  Espagne -  Allemagne de l'Ouest
- Langue originale : italien
- Format : couleurs
- Genre : comédie d'aventure
- Durée : 87 minutes
- Dates de sortie : 
  - Italie : 24 octobre 1972
  - Allemagne de l'Ouest : 31 mai 1973
  - Espagne : 12 août 1974
  - Italie : 2 juin 1982

## Distribution
- Dean Reed : Rag
- Ignazio Spalla (sous le nom de « Pedro Sanchez ») : Peter
- Aldo Canti (sous le nom de « Nick Jordan ») : Gattomammone
- Sal Borgese Bitonto
- Mario Brega : Fregonese
- Fany Sakantany : Hazel
- Marcello Di Falco : Castrat
- Carlo Tamberlani : Prieur
- Manuel Serano : Murieta
- George Wang : Indicoyocoyo
- Nicoletta Elmi : Marie
- Franco Ukmar : le chef des gardes
- John Bartha : l'officier bègue
- Tony Corti
- Pino Mattei
- Anna Maria Dossena
- Antonio Monselesan (sous le nom de « Tony Norton »)
- Tessa Passante
- Ada Pometti
- Carla Mancini
- Salvatore Billa : Assur
- Attilio Severini : Dimaggio
- Armando Bottin : Ping
- Pietro Torrisi : Pong

## Production
Le film a été tourné à San Leo, alors dans la province de Pesaro et aujourd'hui dans la province de Rimini, et dans l'église et le couvent de Sant'Igne. La bande originale est composée par Sante Maria Romitelli (it).